# Câlnic, Gorj
Câlnic este satul de reședință al comunei cu același nume din județul Gorj, Oltenia, România.

## Imagini

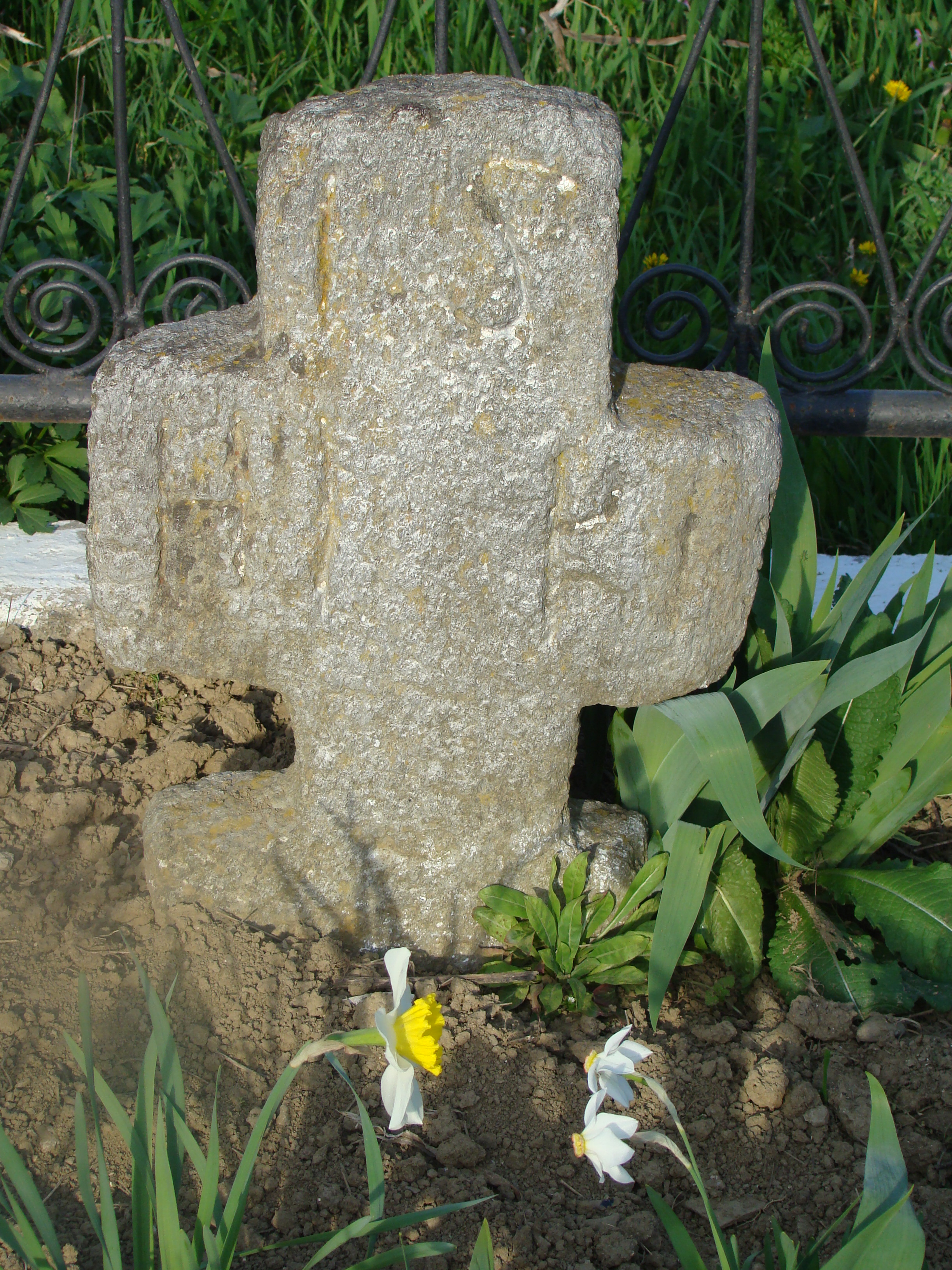
Cruce de piatră (monument istoric)
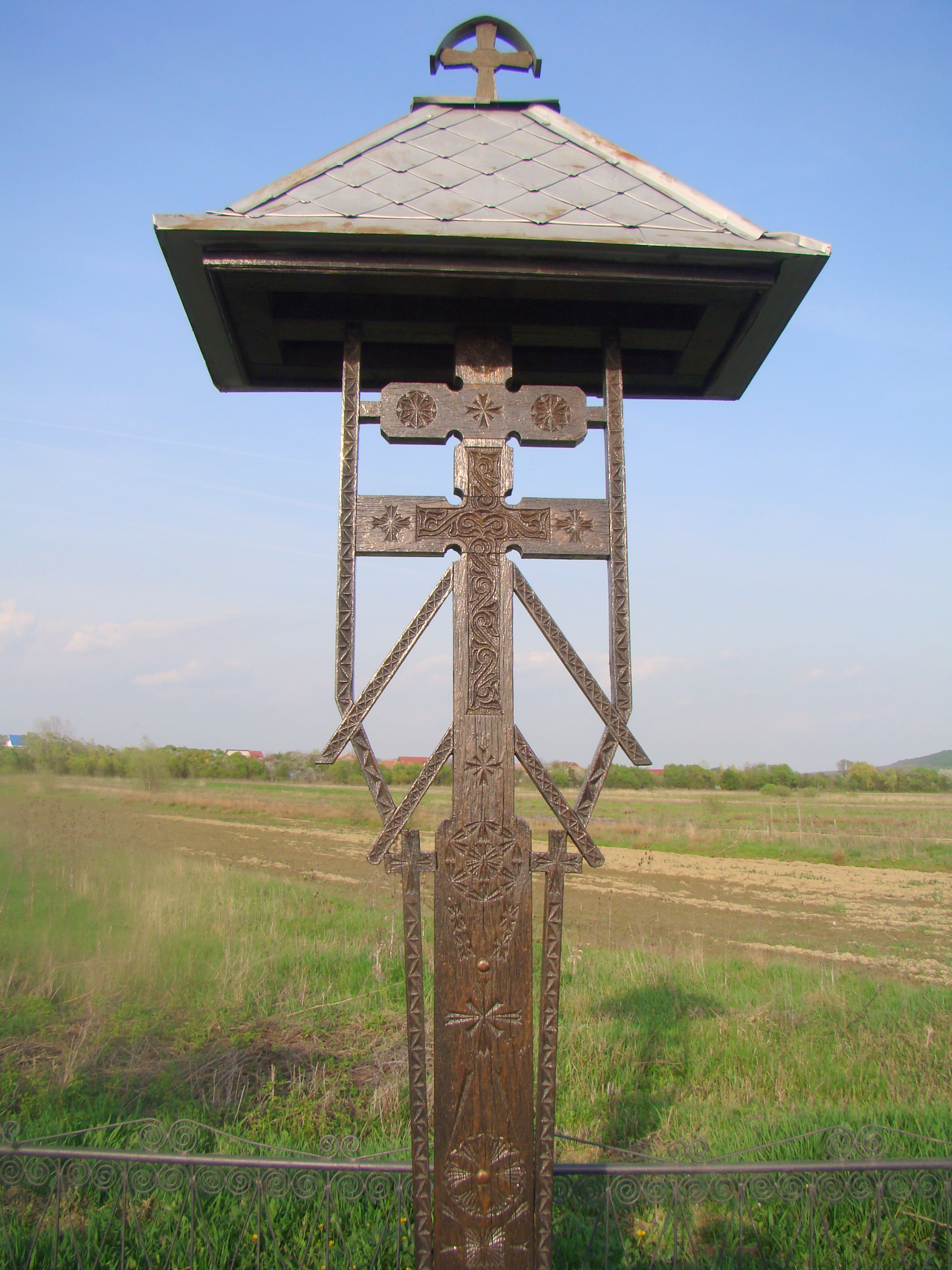
Troiţă de lemn (monument istoric)

 Acest articol despre o localitate din județul Gorj este deocamdată un ciot. Puteți ajuta Wikipedia prin completarea lui.